# Wil Jacobs (dirigent)
Wil Jacobs (soms ook: Wiel Jacobs) (Heerlen, 8 april 1932) is een Nederlands dirigent, pianist en trompettist.

## Levensloop
Jacobs was afkomstig uit een zeer muzikale familie. Naast zijn zes broers was hij lid van de Fanfare "Eendracht" Huls te Simpelveld. Hij studeerde trompet en piano eerst aan de muziekschool Heerlen en later aan het Conservatorium Maastricht. Aansluitend studeerde hij ook HaFa-directie en behaalde zijn diploma.
Hij was dirigent van 1967 bij 1970 de Koninklijke Harmonie van Thorn en werd in deze tijd met het orkest landskampioen in de sectie harmonieorkest van de Federatie van Katholieke Muziekbonden in Nederland (FKM). Met de bokken van Thorn maakte hij ook diverse radio en tv-opnames.
Verder was hij dirigent van de Harmonie "St. Joseph", Sittard, met wie hij in 1978 aan het Wereld Muziek Concours te Kerkrade succesvol deelgenomen heeft (312 1/2 punten, goed voor een 1e prijs in de 3e divisie van de sectie harmonie). Op 21 januari 1979 werd hij te Doetinchem met deze harmonie landskampioen in de afdeling uitmuntendheid van de FKM met promotie naar de ere-afdeling. Op 26 januari 1986 eveneens in Doetinchem gelonk opnieuw een promotie in de superieure afdeling.
Van 1958 tot 1989 was hij dirigent van de Fanfare "St. Cecilia", Ubachsberg. Met deze fanfare, die hij van een klein orkest met ruim 20 leden opbouwde tot een van de top fanfares in Nederland, ging hij ook op concours. Bij het concours van de Limburgse Bond van Muziekgezelschappen op 7 augustus, 1960 in Einighausen behaalde men een promotie naar de afdeling uitmuntendheid. In 1962 bij het bondsconcours te Neer (Limburg) werd de nu al 40 muzikanten tellende fanfare Limburgs kampioen en promoveerden opnieuw in de ere afdeling. In 1965 bereikte men met de fanfare op het bondsconcours in Gennep de promotie naar de superieure afdeling. Op 12 december 1970 werd de fanfare onder zijn leiding landskampioen bij het federatieve concours in Roosendaal. Tijdens het 7e Wereld Muziek Concours (WMC) te Kerkrade in 1974 en ook bij het 9e WMC in 1981 werd men met het hoogste aantal punten in de sectie fanfare Wereldkampioen.
Van 1968 tot 1977 was hij eveneens dirigent van de Koninklijke Harmonie "Sainte Cécile" (1880) in Eijsden en de Harmonie St. Agatha in Eys. Verder was hij dirigent van de Kerkelijke Harmonie "St. Joseph" Weert.